# Dhula
Dhula fou un estat tributari protegit, jagir feudatari de Jaipur, governat per la branca Durjansinghot del clan rajput Rajawat derivada del raja Man Singh d'Amber-Jaipur (1590-1615). El jagir fou concedit per Man Singh al seu quart fill Durjan Singh. El 1596 actuava com a general a servei de l'imperi a Kakrura i el 1597 a Busna i va morir en una batalla naval a Vikrampur el 1597. Dalal Singh va servir al maharajà Jai Singh II de Jaipur com a fawjdar i kotwal, va construir Dalalgarh a Dhula i l'haveli de Dhula a Jaipur, i va dirigir les forces de Jaipur en diverses batalles incloent la de Maunda i la de Mandoli contra Jawahir Singh de Bharatpur el 1767, en la que va aconseguir la victòria, però va morir junt amb el seu fill Laxman Singh i net (Raghuraj Singh) quan tenia 75 anys.

## Llista de thakurs
- Thakur DURJAN SINGH ?-1597
- Thakur PURSHOTTAM SINGH (fill)
- Thakur RAMCHANDRA SINGH (fill)
- Thakur NIRBHAY SINGH (fill o net)
- Rawal DALAL SINGH ?-1767 (fill)
- Rawal MEGH SINGH (net)
- Rawal BAGH SINGH (fill)
- Rawal RANJIT SINGH (fill)
- Rawal BAIRISAL SINGH ?-1893 (fill)
- Rawal BANNAI SINGH 1893-? (fill)
- Rawal KUBER SINGH (fill)
- Rawal RAGHUVEER SINGH (fill)